# Charles Pierre Schimpf

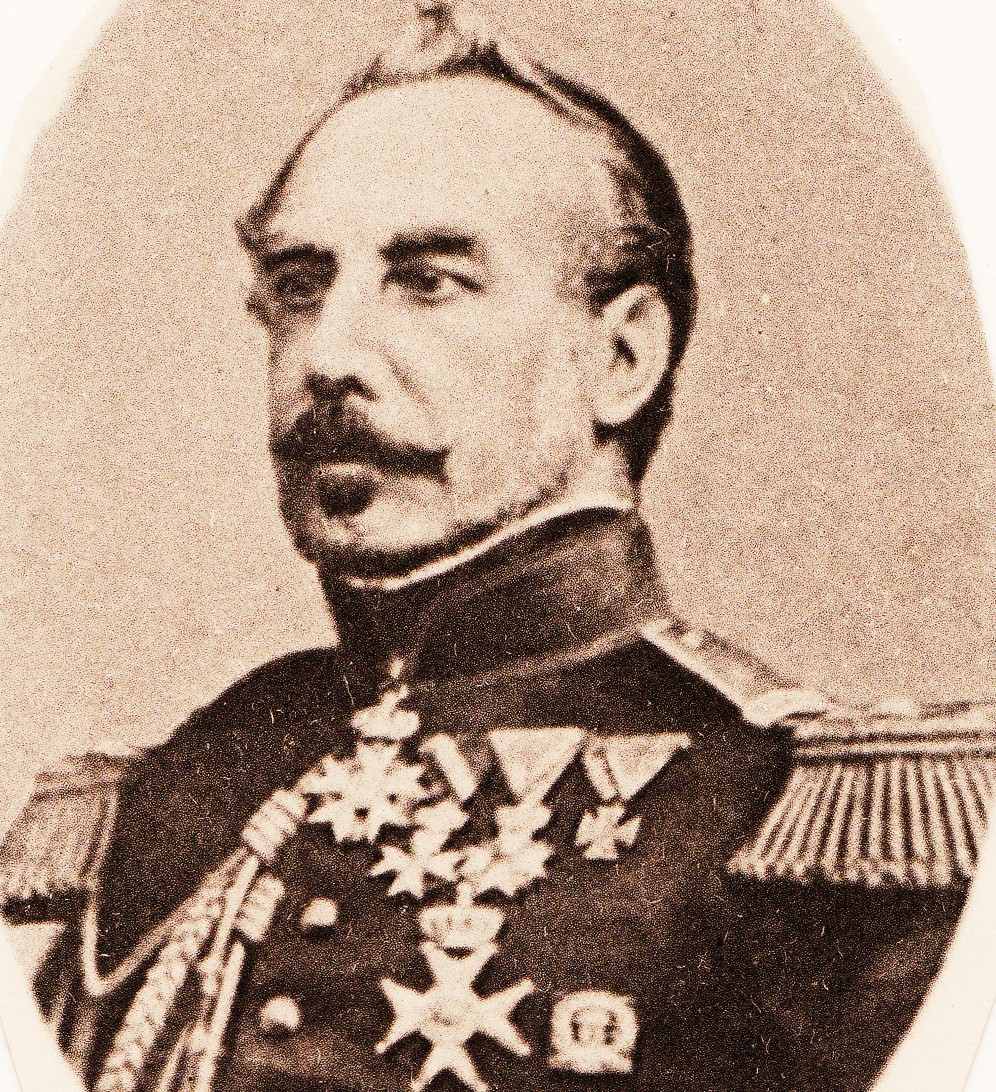
Charles Pierre Schimpf

Charles Pierre Schimpf (* 13. Februar 1812 in Outreau; † 31. Dezember 1886 in Den Haag) war ein niederländischer Militär (Generalleutnant), Gouverneur von Suriname (1855–1859) und Kommandeur der Königlich Niederländisch-Indischen Armee (1862–1865).

## Leben
Charles Pierre Schimpf Vater, der gebürtig aus Deutschland stammende Johannes Schimpf, war seit 1799 im niederländischen Militärdienst und zu dieser Zeit in der etwa 57 km entfernten Garnison in Saint-Omer stationiert.
Schimpf begann seinen Militärdienst im Alter von 14 Jahren in der 3. Infanteriedivision der niederländischen Armee, wurde nach 4 Monaten zum Unteroffizier und im September 1830 zum 2. Leutnant befördert. Anschließend geriet er in Kriegsgefangenschaft im belgischen Mons, aus welcher er im September 1831 befreit und der 14. Infanteriedivision zugeteilt wurde. In dem Rang als 2. Leutnant diente er 5 Jahre bei der niederländischen Armee und ab Oktober 1836 bei den ostindischen Truppen. In Batavia, dem heutigen Jakarta, kam er im Januar 1837 an und wurde dort zum 1. Leutnant (14. März 1837), zum Kapitän (28. April 1840), zum Major (15. August 1848), zum Oberstleutnant (13. Juni 1851) und schließlich zum Oberst (25. März 1853) befördert. Im Oktober 1853 ließ er sich wegen gesundheitlicher Probleme in die Niederlande versetzen.
Am 25. August 1855 wurde Schimpf mit gleichzeitiger Beförderung zum Titular-Generalmajor zum Gouverneur der Kolonie Suriname ernannt. Unter seiner Verwaltung wurde an der Mündung des Flusses Suriname ein Feuerschiff stationiert, ein neues Patentgesetz und verschiedene Vorschriften zur Regulierung von Zivil- und Strafsachen erlassen und einige die Sklaven betreffende Bestimmungen gelockert. 1858 wurde er zum ordentlichen Generalmajor befördert und am 11. August 1859 auf seine Bitte hin aus dem Amt des Gouverneurs entlassen. Nach seiner Heimkehr in die Niederlande arbeitete Schimpf in der Staatskommission, die die Aufgabe hatte, eine Gesetzesvorlage zur Abschaffung der Sklaverei in den niederländischen Kolonien vorzubereiten.
Im Oktober 1860 wurde Schimpf auf eigenen Wunsch aus dem militärischen Dienst entlassen, jedoch unter dem Vorbehalt einer Rückkehr zu den ostindischen Truppen, wenn dies im Interesse des Königreichs angesehen wird. 1862 wurde er zum Befehlshaber der Königlich Niederländisch-Indischen Armee berufen und zum Generalleutnant befördert. Am 30. Januar 1865 wurde er erneut aus dem militärischen Dienst entlassen.
Schimpf war Träger des Militär-Wilhelms-Ordens Ritter IV. Klasse, Kommandeur des Ordens vom Niederländischen Löwen und der Ehrenlegion, sowie Träger des Großkreuzes des Ordens der Eichenkrone. Daneben war er Adjutant des Königs der Niederlande im besonderen Dienst.
Er heiratete am 17. November 1849 in Batavia Johanna Margaretha Beth (1822–1862). Aus der Ehe stammen fünf Kinder: Charles Johann Hendrik (1851–1865), Elisabeth Catherine Louise (1852–1891), Hendrikus Emilius Cornelis (1853–1869), Lodewijk Pieter Frederik (1854–1924) und Johanna Abramina Margaretha (1862–1946).